# 210年
| 千纪： | 1千纪                                                                                           |
| 世纪： | 2世纪 \| 3世纪 \| 4世纪                                                                         |
| 年代： | 180年代 \| 190年代 \| 200年代 \| 210年代 \| 220年代 \| 230年代 \| 240年代                       |
| 年份： | 205年 \| 206年 \| 207年 \| 208年 \| 209年 \| 210年 \| 211年 \| 212年 \| 213年 \| 214年 \| 215年 |
| 纪年： | 庚寅年（虎年）；东汉建安十五年                                                                  |

## 大事记
- 中国
  - 春，曹操发布《求贤令》，提出“唯才是举”。
  - 冬，曹操在邺建造铜雀台。
  - 孙权以鄱阳太守步骘为交州刺史，步骘斩刘表所置苍梧太守吴巨，于是士燮内附，岭南始置于孙权统治之下。
  - 刘备借荆州，分得荆南四郡，治所由公安迁往江陵。
  - 刘备将临江郡改为宜都郡，治夷陵。
  - 孙权析长沙郡新设汉昌郡。
  - 孙权析豫章郡新设鄱阳郡。

- 罗马帝国
  - 皇帝塞维鲁因自208年以来入侵苏格兰损失惨重，遣其子卡拉卡拉过安东尼长城北征，欲杀光所有喀里多尼亚人而永久征服喀里多尼亚。

## 各国领袖

### 亞洲
- 中國（東漢）
  - 君主：漢獻帝（189年－220年）
  - 實質掌權者: 曹操（丞相）
  - 主要州牧：曹操、孙权、劉璋、劉備、馬騰
- 南匈奴 - 呼厨泉单于（195年－216年）
- 日本 - 神功皇后（攝政，200年－270年）
- 泰米尔哲罗（Chera）王朝 - Yanaikat-sey Mantaran Cheral（201年－241年）
- 亚美尼亚 - 霍斯羅夫一世, 亚美尼亚国王 (198-217)
- 朝鲜半岛 (朝鲜三国时代)
  - 百济 - 肖古王, 百济王 (166–214)
  - 金官伽耶 - 居登王, 伽耶王 (199-259)
  - 高句丽 - 山上王, 高句丽王 (197–227)
  - 新罗 - 奈解尼師今, 新罗王 (196–230)
- 高加索伊比利亚王国 - Rev I the Just（英语：Rev I of Iberia）, 伊比利亚王 (189-216)
- 贵霜帝国 - 韋蘇提婆一世（Vasudeva I） (c.191-225)
- 奥斯若恩 - Agbgar九世大王（英语：Abgar IX）, 奥斯若恩国王 (177-212)
- 安息帝国 - Vologases六世（英语：Vologases VI of Parthia）, 帕提亚国王 (c.208-228)

### 欧洲
- 罗马帝国（塞維魯王朝）
  - 君主：塞普蒂米烏斯·塞維魯（193年－211年）

### 非洲
- 库什王朝 (Kush) - Teritedakhatey国王，（200年－215年）

## 出生
- 阮籍（210年－263年），53岁“竹林七贤”之一。
- 德克西普斯（Dexippus，210年-273年），63岁，希腊历史学家。

## 逝世
- 周瑜，孙吴著名将领。
- 曹純，曹魏將領。
- 甘夫人，刘备妾。
- 韩玄，长沙太守，为其部将魏延所杀。
- 吳巨，東漢末年人物，蒼梧太守。
- 楊騰，仇池國開國君主。
- 張猛，東漢末涼州官員，曾任武威太守。

- 塞克斯都斯·恩比利克斯，50岁，希腊怀疑主义哲学家。
- 扫罗马特斯二世（英语：Tiberius Julius Sauromates II），博斯普鲁斯国王。